# Doros György
Doros György (Székelyudvarhely, 1890. április 2. – Budapest, 1945. augusztus 6.) magyar vívó, a sportszociológia egyik korai alakja.

## Élete
Doros György és Gyarmathy Ida fiaként született. Apját nyolcéves korában elvesztette. A Székelyudvarhelyi Református Kollégiumban érettségizett, majd a Budapesti Tudományegyetem joghallgatója lett.
A Rendőrtiszti Atlétikai Club versenyzője volt. Az 1930-as vívó-világbajnokságon harmadik lett kardvívásban. Ellenezte a nők részvételét a versenysportban. Az 1932-es nyári olimpiai játékok művészeti versenyén irodalom versenyszámban indult.
Tagja volt a Magyar Vívószövetségnek. Az 1930–40-es években számos sportszociológiai és -pszichológiai témájú könyvet írt, ezzel fontos előfutára lett ennek a tudományterületnek. A minisztertanács 1939. augusztus 4-én a Magyar Érdemrend tiszti keresztje kitüntetést adományozta számára a nemzetközi vívóélet terén szerzett érdemeiért.
A második világháború után, tekintettel arra, hogy a Nyilaskeresztes Párt – Hungarista Mozgalom támogatója volt, eltiltották a jogászi pályától. 1945. augusztus 6-án, feleségével együtt, öngyilkosságot követett el gázzal.

## Könyvei
- A versenysport etikai és lélektani problémái (Budapest, 1931)
- A sport szociális és kulturális vonatkozásai (Budapest, 1932)
- A sport etikája és lélektana (Budapest, 1943)[5]
- A sport gyakorlati pszichológiája[8]